# Oscaruddelingen 1990
Oscaruddelingen 1990 var den 62. oscaruddeling, hvor de bedste film fra 1989 blev hædret af Academy of Motion Picture Arts and Sciences. Uddelingen blev afholdt 26. marts 1990 i Dorothy Chandler Pavilion i Los Angeles, Californien, USA. Værten var Billy Crystal

## Vindere og nominerede
Vindere står øverst, er skrevet i fed.
| Bedste film - Driving Miss Daisy – Richard D. Zanuck og Lili Fini Zanuck, producere - Født den 4. juli – A. Kitman Ho og Oliver Stone, producere - Døde poeters klub – Steven Haft, Paul Junger Witt, og Tony Thomas, producere - Field of Dreams – Lawrence Gordon og Charles Gordon, producere - Min venstre fod – Noel Pearson, producer | Bedste instruktør - Oliver Stone – Født den 4. juli - Woody Allen – Crimes and Misdemeanors - Peter Weir – Døde poeters klub - Kenneth Branagh – Henry V - Jim Sheridan – Min venstre fod |
| Bedste mandlige hovedrolle - Daniel Day-Lewis – Min venstre fod som Christy Brown - Kenneth Branagh – Henry V som Kong Henrik 5. af England - Tom Cruise – Født den 4. juli som Ron Kovic - Morgan Freeman – Driving Miss Daisy som Hoke Colburn - Robin Williams – Døde poeters klub som John Charles Keating | Bedste kvindelige hovedrolle - Jessica Tandy – Driving Miss Daisy som Daisy Werthan - Isabelle Adjani – Camille Claudel - en kvinde som Camille Claudel - Pauline Collins – Shirley Valentine som Shirley Valentine-Bradshaw - Jessica Lange – Kærlighedens grænser som Ann Talbot - Michelle Pfeiffer – De fabelagtige Baker Boys som Susie Diamond |
| Bedste mandlige birolle - Denzel Washington – Ærens mark som Pvt. Silas Trip - Danny Aiello – Do the Right Thing som Sal Frangione - Dan Aykroyd – Driving Miss Daisy som Boolie Werthan - Marlon Brando – En tør hvid årstid som Ian Mackenzie - Martin Landau – Crimes and Misdemeanors som Judah Rosenthal | Bedste kvindelige birolle - Brenda Fricker – Min venstre fod som Bridget Fagan Brown - Anjelica Huston – Enemies, A Love Story som Tamara Broder - Lena Olin – Enemies, A Love Story som Masha - Julia Roberts – Det stærke køn som Shelby Eatenton Latcherie - Dianne Wiest – Hele den pukkelryggede familie som Helen Buckman |
| Bedste originale manuskript - Døde poeter klub – Tom Schulman - Crimes and Misdemeanors – Woody Allen - Do the Right Thing – Spike Lee - Sex, løgn og video – Steven Soderbergh - Da Harry mødte Sally – Nora Ephron | Bedste manuskript baseret på materiale fra et andet medie - Driving Miss Daisy – Alfred Uhry baseret på hans skuespil - Født den 4. juli – Oliver Stone og Ron Kovic baseret på selvbiografien af Ron Kovic - Enemies, A Love Story – Roger L. Simon og Paul Mazursky baseret på romanen Fjender - en historie om kærlighed af Isaac Bashevis Singer - Field of Dreams – Phil Alden Robinson baseret på Shoeless Joe af W. P. Kinsella - Min venstre fod – Jim Sheridan og Shane Connaughton baseret på selvbiografien af Christy Brown |
| Bedste fremmedsprogede film - Mine aftener i Paradis (Italien) – Giuseppe Tornatore - Camille Claudel - en kvinde (Frankrig) – Bruno Nuytten - Jesus fra Montreal (Canada) – Denys Arcand - Dansen med Regitze (Danmark) – Kaspar Rostrup - Lo que le pasó a Santiago (Puerto Rico) – Jacobo Morales | Bedste dokumentar - Til minde om de døde – Rob Epstein og Bill Couturié - Adam Clayton Powell – Richard Killberg og Yvonne Smith - Crack USA: County Under Siege – Vince DiPersio og Bill Guttentag - For All Mankind – Al Reinert og Betsy Broyles Breier - Super Chief: The Life and Legacy of Earl Warren – Judith Leonard og Bill Jersey |
| Bedste korte dokumentar - The Johnstown Flood – Charles Guggenheim - Fine Food, Fine Pastries, Open 6 to 9 – David Petersen - Yad Vashem: Preserving the Past to Ensure the Future – Ray Errol Fox | Bedste kortfilm - Work Experience – James Hendrie - Amazon Diary – Robert Nixon - The Childeater – Jonathan Tammuz |
| Bedste korte animationsfilm - Balance – Christoph Lauenstein og Wolfgang Lauenstein - Korova – Aleksandr Petrov - The Hill Farm – Mark Baker | Bedste musik - Den lille havfrue – Alan Menken - Født den 4. juli – John Williams - De fabelagtige Baker Boys – Dave Grusin - Field of Dreams – James Horner - Indiana Jones og det sidste korstog – John Williams |
| Bedste sang - "Under the Sea" fra Den lille havfrue – Musik af Alan Menken; Tekst af Howard Ashman - "After All" fra Gift med svigermor – Musik af Tom Snow; Tekst af Dean Pitchford - "The Girl Who Used to Be Me" fra Shirley Valentine – Musik af Marvin Hamlisch; Tekst af Alan and Marilyn Bergman - "I Love To See You Smile" fra Hele den pukkelryggede familie – Musik og tekst af Randy Newman - "Kiss the Girl" fra Den lille havfrue – Musik af Alan Menken; Tekst af Howard Ashman | Bedste redigering af lydeffekter - Indiana Jones og det sidste korstog – Richard Hymns og Ben Burtt - Black Rain – Milton Burrow og William Manger - Dødbringende våben 2 – Robert G. Henderson og Alan Robert Murray |
| Bedste lyd - Ærens mark – Donald O. Mitchell, Gregg Rudloff, Elliot Tyson og Russell Williams II - Dybet – Don Bassman, Kevin F. Cleary, Richard Overton og Lee Orloff - Black Rain – Donald O. Mitchell, Kevin O'Connell, Greg P. Russell og Keith A. Wester - Født den 4. juli – Michael Minkler, Gregory H. Watkins, Wylie Stateman og Tod A. Maitland - Indiana Jones og det sidste korstog – Ben Burtt, Gary Summers, Shawn Murphy og Tony Dawe                                           | Bedste scenografi - Batman – Anton Furst og Peter Young - Dybet – Leslie Dilley og Anne Kuljian - Verdens største løgnhals – Dante Ferretti og Francesca Lo Schiavo - Driving Miss Daisy – Bruno Rubeo og Crispian Sallis - Ærens mark – Norman Garwood og Garrett Lewis |
| Bedste fotografering - Ærens mark – Freddie Francis - Dybet – Mikael Salomon - Blaze – Haskell Wexler - Født den 4. juli – Robert Richardson - De fabelagtige Baker Boys – Michael Ballhaus | Bedste makeup - Driving Miss Daisy – Manlio Rocchetti, Lynn Barber og Kevin Haney - Verdens største løgnhals – Maggie Weston og Fabrizio Sforza - Min far – Dick Smith, Ken Diaz og Greg Nelson |
| Bedste kostumer - Henry V – Phyllis Dalton - Verdens største løgnhals – Gabriella Pescucci - Driving Miss Daisy – Elizabeth McBride - Harlem Nights – Joe Tompkins - Valmont – Theodor Pištěk | Bedste klipning - Født den 4. juli – David Brenner og Joe Hutshing - Bjørnen – Noëlle Boisson - Driving Miss Daisy – Mark Warner - De fabelagtige Baker Boys – William Steinkamp - Ærens mark – Steven Rosenblum |
| Bedste visuelle effekter - Dybet – Dennis Muren, Hoyt Yeatman, John Bruno og Dennis Skotak - Verdens største løgnhals – Richard Conway and Kent Houston - Tilbage til fremtiden II – Ken Ralston, Michael Lantieri, John Bell and Steve Gawley | |

### Æres-Oscar
- Akira Kurosawa[2]

### Jean Hersholt Humanitær-Oscar
- Howard W. Koch[3]